# 弗兰克·阿昌庞
弗兰克·奥波库·阿昌庞（英語：Frank Opoku Acheampong；1993年10月16日—），加纳职业足球运动员，现效力于中超球会河南。

## 足球生涯
阿昌庞在加纳当地的法塞尔巴贝斯国王（King Faisal Babes）开始了他的职业生涯。2010年8月，意甲球队巴勒莫有意买入阿昌庞，但最终未能成行。2010年，他在未能与费萨尔国王续约的情况下转会到了加纳的另一支球队贝雷库姆切尔西。随后，他受到了英超球队曼城拥有者谢赫·曼苏尔酋长的邀请，前往他所拥有的另一支球队迪拜的阿尔费萨里（Al-Jazeera）参加试训。
2011年2月，阿昌庞加盟了泰国足球超级联赛球队武里喃省电力局。2012年11月，阿昌庞受邀前往苏格兰足球超级联赛豪强凯尔特人试训。2013年1月，阿昌庞被球队租借到比利时联赛的安德列治之中。
2012年8月，阿昌庞凭借他在亚足联冠军联赛的精彩表现而入选加纳国家队，并在8月15日客场1比1战平中国的国际友谊赛中首发登场，第一次代表成年国家队亮相。
2017年7月13日，阿昌庞加盟中超球队天津億利。

## 所获荣誉
- 2011年泰国足球超级联赛 冠军，武里喃省电力局
- 2011年泰国足协杯 冠军，武里喃省电力局